# Portugiesische Eishockeyliga
Die Portugiesische Eishockeyliga ist die höchste Eishockeyspielklasse Portugals. Die Liga wurde zum bislang ersten und einzigen Mal in der Saison 2000/01 ausgetragen. Alle Spiele fanden im Palácio do Gelo in Viseu statt.

## Saison 2000/01

### Modus
In der Hauptrunde absolvierte jede der drei Mannschaften insgesamt acht Spiele. Der Erstplatzierte der Hauptrunde wurde Meister. Für einen Sieg erhielt jede Mannschaft zwei Punkte, bei einem Unentschieden gab es ein Punkt und bei einer Niederlage null Punkte.

### Hauptrunde
|    | Klub             | Sp | S | U | N | Tore   | Punkte |
| -- | ---------------- | -- | - | - | - | ------ | ------ |
| 1. | Lobos Viseu      | 8  | 7 | 1 | 0 | 123:48 | 15     |
| 2. | Stars Lissabon   | 8  | 2 | 1 | 5 | 63:94  | 5      |
| 3. | Vikings Da Sertã | 8  | 2 | 0 | 6 | 32:76  | 4      |

Sp = Spiele, S = Siege, U = Unentschieden, N = Niederlagen